# Sankt Peterzell
Sankt Peterzell est une localité et une ancienne commune suisse du canton de Saint-Gall, située dans la circonscription électorale de Toggenburg. 
Elle a fusionné le 1er janvier 2009 avec Brunnadern et Mogelsberg pour former la commune de Neckertal.

Photo aérienne (1957)